# Giacomo Rimini
Giacomo Rimini (Verona, 26 marzo 1888 – Chicago, 6 marzo 1952) è stato un baritono italiano naturalizzato statunitense, famoso per le sue interpretazioni di ruoli verdiani e pucciniani, spesso in coppia con la moglie, il soprano Rosa Raisa.

## Biografia
Nacque da una famiglia della buona borghesia, figlio di Riccardo, ebreo sefardita che fu anche presidente della Comunità ebraica di Verona, e di Giulia Sottopera, cattolica; fu cresciuto nella fede della madre
A Verona studia canto con il soprano Amelia Conti Foroni. Debutta in teatri locali nel 1910, e quindi in giro per l'Italia e nel 1913 anche a Parigi, Stoccolma e in Sud America.
Dal 1914 si aprono per lui le porte dei grandi teatri e nel 1915 Arturo Toscanini lo sceglie come interprete di Falstaff, in quello che rimarrà il suo ruolo più celebrato. Sempre nel 1915 Rimini incontra a Bologna il celebre soprano polacco Rosa Raisa. Da allora i due formano una coppia inseparabile sia dal punto di vista professionale che personale, nonostante Rimini fosse già sposato con una figlia. I due si esibiscono assieme a Roma, quindi in una lunga tournée in Sud America per stabilirsi quindi permanentemente nel 1916 a Chicago. Nel 1923 prenderanno la cittadinanza americana.
Rimini e Raisa si esibiscono regolarmente nelle stagioni operistiche a Chicago per 16 stagioni consecutive, proseguendo anche la loro carriera americana in altre città degli Stati Uniti e in Sud America. I due si sposano negli Stati Uniti nel 1920, anche se le questioni legali legate al primo matrimonio di Rimini per l'assenza di divorzio in Italia continueranno a rimanere aperte fino alla morte dell'artista. Ulteriori complicazioni nascono con la famiglia di Raisa, una famiglia di ebrei ortodossi polacchi, cui l'ebraicità di Rimini appariva dubbia, anche se Rimini la rivendicherà con forza, partecipando con la moglie alla vita della comunità ebraica di Chicago. Nel 1931 nasce la loro figlia.
Ora cittadini americani e legalmente sposati secondo la legge americana, Rimini e Raisa, che dal 1922 hanno acquistato una villa vicino a Verona, possono tornare liberamente ad esibirsi con frequenza anche in Italia. Partecipano a numerosi spettacoli e il 25 aprile 1926, su invito di Arturo Toscanini, cantano entrambi alla prima mondiale della Turandot di Puccini. Nel 1932 Rimini incide il Falstaff di Verdi. Nel 1933 Rimini e Raisa sono impegnati in una tournée europea. Rimini in particolare si esiberà sempre più spesso in Italia negli anni '30, fino al 1937 quando la coppia annuncia ufficialmente il suo ritiro dalla scene.
Dal 1939 al 1946 la promulgazione delle leggi razziali fasciste e la seconda guerra mondiale tengono lontana la coppia dall'Italia e dall'Europa (fin dal 1933 la Germania nazista aveva fatto chiaro che la loro presenza non era gradita, incluso Rimini come persona "di razza mista"). A Chicago i due si dedicano all'insegnamento aprendo una rinomata scuola di canto.
Rimini muore a Chicago nel marzo 1952 ed è sepolto nel cimitero di Verona. 
Oltre che nella storica registrazione del Falstaff di Verdi, la voce di Giacomo Rimini può essere ancor oggi udita in alcune collezioni di arie d'opera. Giacomo Rimini appare anche con Rosa Raisa in un breve filmato sonoro: Selection from Act IV of 'Il Trovatore' (1927) prodotto dalla Vitaphon per la Chicago Opera Company.